# Revolución naranja
La Revolución Naranja (en ucraniano: Помаранчева революція, Pomaráncheva revolyutsiya) consistió en una serie de protestas y acontecimientos políticos que tuvieron lugar en Ucrania desde finales de noviembre de 2004 hasta enero de 2005. Estas protestas ocurrieron en el contexto de las elecciones presidenciales, en las que hubo fuertes acusaciones de corrupción, intimidación de votantes y fraude electoral directo. Kiev, la capital ucraniana, fue el punto focal de la campaña del movimiento de resistencia civil en el que participaron miles de manifestantes diariamente. A nivel nacional, la «revolución» se caracterizó por una serie de actos de desobediencia civil y huelgas generalizadas organizadas por el movimiento de oposición.
Las protestas fueron incentivadas por los informes de diversos observadores nacionales y extranjeros, así como por la percepción por la oposición de que las autoridades amañaron los resultados de la votación del 21 de noviembre de 2004 entre los candidatos Víktor Yúshchenko y Víktor Yanukóvich a favor de este último. Las protestas nacionales se llevaron a cabo después de que se anularan los resultados de la contienda original, y el Tribunal Supremo de Ucrania ordenó convocar nuevas elecciones para el 26 de diciembre de 2004. Bajo un intenso escrutinio por parte de observadores domésticos e internacionales, la segunda contienda se declaró «libre y justa». Los resultados finales revelaron una clara victoria para Yúschenko, que recibió un 52 % de los votos, comparado con un 44 % de Víktor Yanukóvich. Yúshchenko fue declarado como el ganador oficial con su inauguración el 23 de enero de 2005 en Kiev, con lo que se dio fin a la Revolución Naranja.
En 2010, Víktor Yanukóvich se convirtió en el sucesor de Yúshchenko como presidente de Ucrania, después de que la Comisión Central Electoral y observadores internacionales declararan que la elección presidencial de ese año se desarrolló de manera justa.
En los años que siguieron a la Revolución Naranja fue usual que en Bielorrusia y Rusia esta se utilizara como una asociación negativa entre los círculos progubernamentales, por miedo de contagio.
Sin embargo, Yanukóvich fue expulsado del gobierno cuatro años después, tras las protestas, disturbios y duros enfrentamientos conocidos como «Euromaidán», ocurridos entre finales de 2013 y principios de 2014, en la Plaza de la Independencia de Kiev. Al contrario de la Revolución naranja, más de cien muertes fragmentaron el país, provocando la anexión de Crimea a Rusia y sublevaciones armadas en las zonas orientales del país que se opusieron al Euromaidán y sus consecuencias.

## Contexto

### Asesinato de Gongadze/Crisis de Kuchmagate

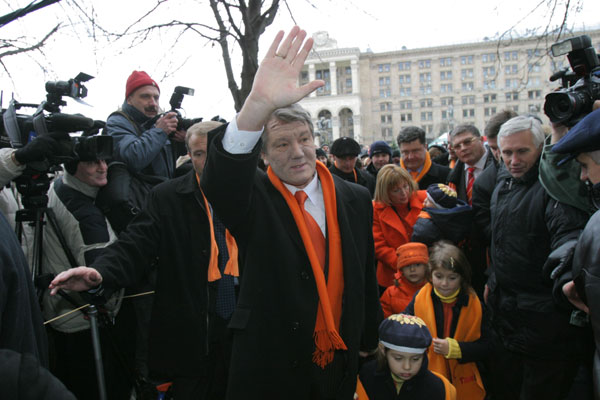
Yúshchenko durante la Revolución Naranja contra el fraude electoral (noviembre de 2004).

Georgiy Gongadze, un periodista ucraniano y el fundador de Ukrayinska Pravda (un periódico en Internet reconocido por publicar la corrupción o conductas poco éticas de políticos ucranianos) fue secuestrado y asesinado en el año 2000. Aunque nadie acusó al presidente ucraniano, Leonid Kuchma de haberlo asesinado personalmente, rumores persistentes sugirieron que este había ordenado su asesinato. Este homicidio dio inicio a un movimiento en contra de Kuchma en 2000, el cual puede ser visto como el origen de la Revolución naranja de 2004. Tras dos mandatos de presidencia (1994-2005) y el Escándalo del Casete de 2000 que arruinó su imagen irreparablemente, Kuchma decidió no contender por un tercer término en las elecciones de 2004 y, en su lugar, dio su apoyo al primer ministro Víktor Yanukóvich en la carrera presidencial en contra de Víktor Yúshchenko del bloque de autodefensa de Nuestra Ucrania.

### Causas de la Revolución Naranja
La situación de Ucrania durante la elección presidencial de 2004 es considerada como una «condición ideal» para el estallido del público. Durante este tiempo los ucranianos se hallaban impacientes al estar esperando una transformación política y económica del país. Los resultados de las elecciones fueron considerados como fraudulentos y como el «clavo en el ataúd» de los acontecimientos anteriores.

### Factores que posibilitaron la Revolución Naranja
El régimen ucraniano se hallaba en el poder antes de que la Revolución Naranja creara el camino para que emergiera una sociedad democrática. Ucrania se encontraba basada en un «régimen autoritario competitivo», considerado como un «régimen híbrido», permitiendo la aparición de una democracia y de una economía de mercado. El fraude en las elecciones enfatizó el deseo de los ciudadanos ucranianos por un gobierno de tipo plural. El Escándalo del Casete alimentó el deseo del público por llevar a cabo un movimiento de reforma social. No solo redujo el respeto de las personas por Kuchma como presidente, pero también por la élite en general. Debido al comportamiento de Kuchma, este perdió muchos de sus simpatizantes con altos cargos en el gobierno. Muchos de los oficiales del gobierno que se encontraban de su lado pasaron a soportar por completo la campaña electoral de Yúshchenko, así como sus ideas en general.
Después de que una clara falta de fe en el gobierno fue instalada entre la población ucraniana, la participación de Yúshchenko fue cada vez más importante en la revolución. Yúshchenko era un líder carismático que no demostraba signos de corrupción. Este se encontraba al mismo nivel que sus votantes, presentando sus ideas en un estilo no soviético. Los votos por parte de la juventud ucraniana fueron extremadamente importantes en el resultado de la elección presidencial de 2004. Esta nueva ola de gente joven poseía ideas diferentes aquellas de las principales figuras de Ucrania, teniendo fuertes cuestionamientos respecto a la habilidad de Leonid Kuchma para conducir el país.
La abundancia de jóvenes que fueron partícipes de este movimiento demostró el creciente sentimiento de nacionalismo que se estaba desarrollando en el país. La Revolución Naranja tuvo el impacto suficiente para atrapar el interés de la población, tanto jóvenes como adultos.

## Preludio a la Revolución Naranja

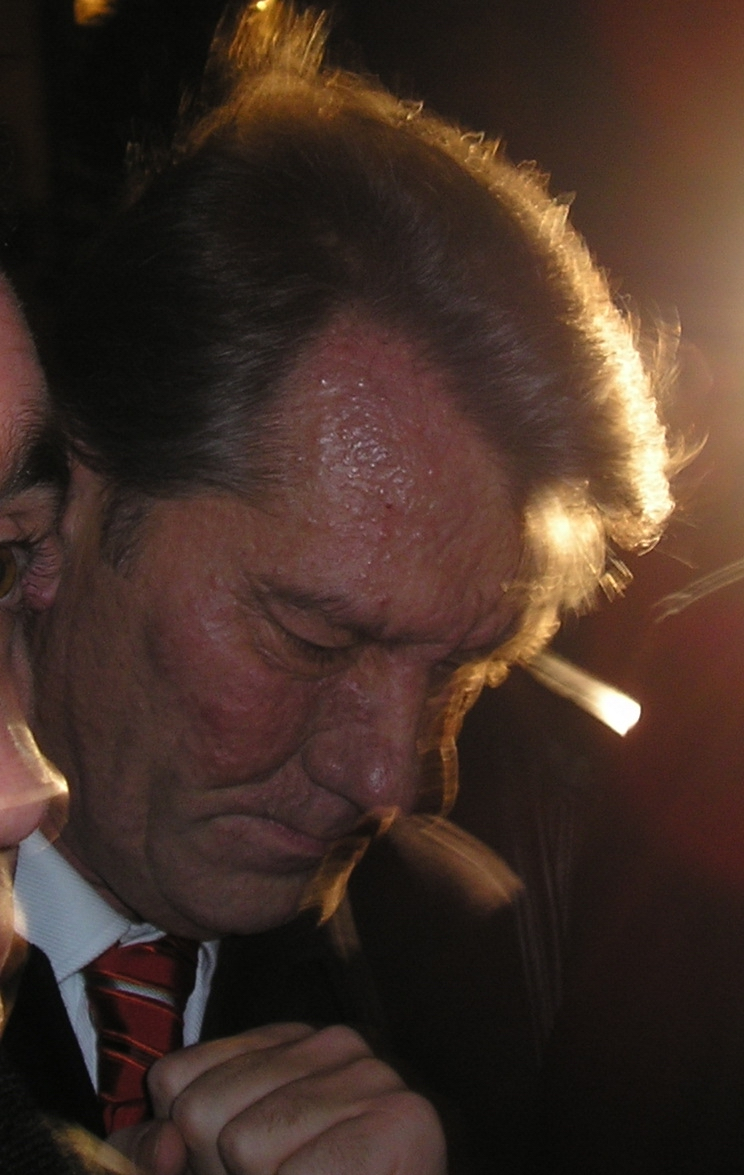
Víktor Yúshchenko, el principal candidato de la oposición

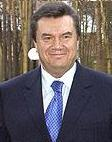
Víktor Yanukóvich, el antagonista de Yúshchenko

Un lazo naranja, símbolo de la Revolución Naranja ucraniana. Los lazos son representaciones comunes de la protesta no violenta.

A finales del 2002, Víktor Yúshchenko (Nuestra Ucrania), Oleksandr Moroz (Partido Socialista de Ucrania), Petró Simonenko (Partido Comunista de Ucrania) y Yulia Timoshenko (Bloque de Yulia Timoshenko), presentaron una declaración conjunta en lo concerniente al «inicio de un estado de revolución en Ucrania». Más tarde, el Partido Comunista Ucraniano salió de la alianza, siendo que Simonenko se encontraba en contra de que un candidato único de dicha alianza se lanzara a las elecciones presidenciales de 2004. Sin embargo, los otros tres partidos permanecieron en la alianza. (hasta julio de 2006). En el otoño de 2001, tanto Timoshenko como Yúshchenko decían ser los creadores de dicha coalición.
Las elecciones de 2004 en Ucrania presentaron, finalmente, dos candidatos. Uno de ellos era el primer ministro en turno, Víktor Yanukóvich, respaldado por Leonid Kuchma (el presidente ucraniano que ya había servido dos mandatos en el poder y quien fue detenido para presentarse nuevamente debido los términos constitucionales respecto a los límites para la reelección), y el candidato de la oposición, Víktor Yúschenko, líder de la facción de Nuestra Ucrania en la Verjovna Rada y antiguo primer ministro (1999-2001).
La elección fue llevada a cabo en una densa atmósfera, con el equipo de Yanukóvich y la presente administración utilizando su control sobre el gobierno y el aparato estatal para la intimidación de Yúshchenko y sus simpatizantes. En septiembre de 2004, Yúshchenko sufrió un envenenamiento por dioxina en circunstancias misteriosas. Aunque sobrevivió y regresó a campaña, el envenenamiento deterioró su salud y alteró su apariencia drásticamente (su rostro permanece desfigurado por las consecuencias de lo ocurrido hasta el momento.
Los dos principales candidatos se encontraron a la par en la primera ronda electoral del 31 de octubre de 2004, consiguiendo un 39,32 % de los votos (Yanukóvich) y un 39,87 % (Yúshchenko) de los votos emitidos. Los candidatos que aparecieron en tercer y cuarto lugar consiguieron porcentajes muchos más bajos: Oleksandr Moroz del Partido Socialista de Ucrania y Petró Simonenko del Partido Comunista de Ucrania recibieron un 5,82 y 4,97 % respectivamente. Debido a que ningún candidato obtuvo más del 50 % de los votos, una segunda ronda electoral entre los candidatos con mayores votaciones era demandada por la ley ucraniana. Más tarde, después de que la segunda ronda fuese anunciada, Oleksandr Moroz declaró su apoyo a Víktor Yúshchenko. La candidata del Partido Progresista Socialista, Natalia Vitrenko, quien obtuvo un 1,53 % de los votos, respaldó a Yanukóvich, quien esperó el apoyo de Petró Simonenko, pero sin respuesta.
En vísperas de la primera ronda electoral, diversas quejas en lo concerniente a irregularidades en el voto a favor del candidato apoyado por el gobierno, Yanukóvich, fueron levantadas. Sin embargo, debido a que no se encontraba claro que algún candidato se encontrara lo suficientemente cerca de recolectar una mayoría en la primera ronda, el desafiar los resultados iniciales no hubiese afectado el resultado final de la elección. Como tal, las quejas no fueron perseguidas de manera activa y ambos candidatos se concentraron en la próxima ronda, establecida para el 21 de noviembre.
Activistas del Pora! fueron arrestados en octubre de 2004, pero la liberación de muchos de ellos (en lo que se reportó como una orden personal de Presidente Kuchma) dio una creciente confianza a la oposición.
El color naranja fue adoptado originalmente por el campo político de Yúshchenko como el color significativo de su campaña electoral. Después, el color dio nombre a toda una serie de términos políticos, como «los naranjas» (Pomaránchevi en ucraniano) por sus simpatizantes. Al momento en que las protestas masivas incrementaron, y especialmente cuando provocaron el cambio político en el país, el término de «Revolución Naranja» representó toda la serie de eventos.
En vista de los resultados de la utilización de un color como símbolo para la movilización de simpatizantes, el equipo de Yanukóvich eligió el color azul para sí mismo.

## Protestas

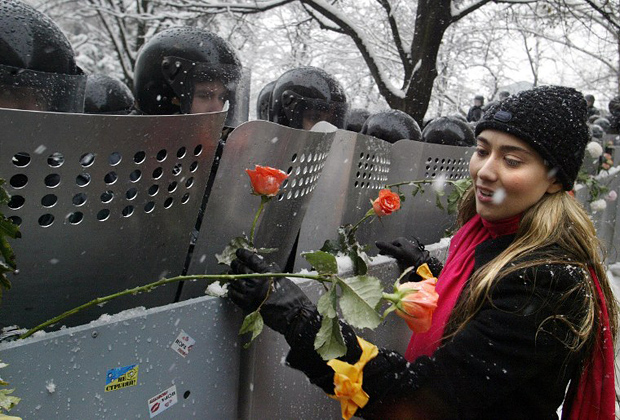
Protestas durante la Revolución Naranja.

Las protestas comenzaron en la víspera de la segunda ronda electoral, a consecuencia de que el conteo oficial difería en forma significativa de los resultados de la encuesta de salida que daban a Yúshchenko un 11 % de ventaja, mientras que los resultados oficiales daban la victoria electoral a Yanukóvich por un 3 %. Mientras los simpatizantes de Yanukóvich han señalado que las conexiones de Yúshchenko con los medios ucranianos explica esta disparidad, el equipo de Yúshchenko publicó evidencia de múltiples incidentes de fraude electoral, a favor de Yanukóvich, y testificados por varios observadores locales y extranjeros. Estas acusaciones fueron respaldadas por alegaciones similares, a menor escala, durante la primera ronda electoral del 31 de octubre.[cita requerida]
La campaña de Yúshchenko hizo un llamado público a la protesta al alba del día de las elecciones, el 21 de noviembre de 2004, cuando las alegaciones de fraude comenzaron a extenderse a través de panfletos impresos y distribuidos por la fundación de la "Iniciativa Democrática", anunciando que, con base en las encuestas de salida, Yúshchenko había sido ganador. Dando inicio el 22 de noviembre de 2004, protestas masivas comenzaron en múltiples ciudades alrededor de Ucrania:la mayor de ellas en el Maidán Nezalézhnosti o plaza de la Independencia de Kiev, atrajo un estimado de 500 mil participantes, quienes el 23 de noviembre de 2004, marcharon pacíficamente frente a la sede del Verjovna Rada, el Parlamento ucraniano; muchos de ellos utilizando el color naranja o cargando banderas de dicho color, el color de la campaña de la coalición de Yúshchenko. Uno de los principales activistas de este tiempo fue Paraska Korolyuk, quien fue otorgado con la Orden de la Princesa Olga. Desde el 22 de noviembre, Pora! tomó el manejo de las protestas en Kiev hasta el final de las demostraciones.
Los consejos locales en Kiev, Leópolis y muchas otras ciudades pasaron, con la aprobación popular, un rechazo simbólico a aceptar la legitimidad de los resultados oficiales de la elección, y Yúshchenko tomó un juramento presidencial simbólico. Este juramento, tomado por Yúshchenko en las cámaras medio vacías del Parlamento, careciendo de quorum, siendo que únicamente la facción encabezada por Yúshchenko se encontraba presente, no pudo haber tenido un efecto legal. Sin embargo, esto fue un gesto simbólico importante, con la finalidad de demostrar el rechazo de la campaña de Yúshchenko a aceptar los resultados electorales. En respuesta, los opositores a Yúshchenko lo denunciaron por tomar un juramento ilegítimo; asimismo, algunos de sus simpatizantes más moderados se encontraron ambivalentes ante dicho acto, mientras que sus simpatizantes más radicales demandaron una actuación más decisiva. Algunos observadores argumentaron que este juramento presidencia simbólico pudo haber sido útil para el campo de Yúshchenko si los eventos hubieran tomado una ruta más conflictiva. En semejante escenario, este juramento presidencial pudo haber sido utilizado para prestar legitimidad al argumento que, contrario a su rival, quien había intentado obtener la presidencia mediante el fraude, este era la autoridad legítima para dar órdenes a las agencias militares y de seguridad.
Al mismo tiempo, oficiales locales al este y sur de Ucrania, la fortaleza de Víktor Yanukóvich , comenzaron una serie de acciones aludiendo a la posibilidad de una fragmentación de Ucrania, o una federalización extra-constitucional del país, siendo que el reclamo de victoria de su candidato no fuera reconocido. Demostraciones de respaldo público hacia Yanukóvich tuvieron lugar alrededor del este de Ucrania, y algunos de sus simpatizantes llegaron a Kiev. En Kiev, los simpatizantes de Yanukóvich fueron superados en número por aquellos de Yúshchenko, cuyos rangos estimados crecieron a cerca de un millón de personas en las calles, bajo un clima helado.
Un total de 18,4 % de los ucranianos han declarado el haber formado parte de la Revolución naranja (en toda Ucrania).

## Desarrollo político
Aunque Yúshchenko entró en negociaciones con el presidente Leonid Kuchma en un esfuerzo por resolver pacíficamente la situación, las negociación se rompieron el 24 de noviembre de 2004. Yanukóvich fue certificado oficialmente como ganador por la Comisión Central Electoral de Ucrania, la cual se hallaba implicada en la supuesta falsificación de los resultados electorales por retener la información que recibía de lo distritos locales y por llevar a cabo un servidor computacional paralelo para manipular los resultados. La mañana siguiente después de que la certificación se llevó a cabo, Yúshchenko habló a sus simpatizantes en Kiev, urgiéndolos a comenzar una serie de protestas masivas, huelgas generales y plantones con la intención de debilitar al gobierno y forzarlo a aceptar su derrota.
En vista de la amenaza de un gobierno ilegítimo llegando al poder, el campo de Yúshchenko anunció la creación del Comité Nacional de Salvación, el cual declaró una huelga política nacional.
El 1 de diciembre de 2004, el Verjovna Rada pasó una resolución que condenó fuertemente las acciones a favor del separatismo y de federalismo, pasando un voto de no-confianza en el Gabinete de Ministros de Ucrania, una decisión que el primer ministro Yanukóvich rechazó reconocer. Por la Constitución de Ucrania, el voto de no-confianza demandaba la resignación del gobierno, pero el parlamento no contaba con medios para obligar a la resignación sin la cooperación del primer ministro Yanukóvich y el aún presidente, Kuchma.
El 3 de diciembre de 2004, la Suprema Corte de Ucrania rompió finalmente con el estancamiento político. La Corte decidió que, debido a la escala del fraude electoral, se había vuelto imposible establecer los resultados electorales. Por ende, se invalidaron los resultados oficiales que le habrían dado a Yanukóvich la presidencia. Como resolución, la Corte ordenó una repetición de la segunda vuelta llevada a cabo el 26 de diciembre de 2004. Esta decisión fue vista como una victoria por el campo de Yúshchenko, mientras que Yanukóvich y sus simpatizantes buscaron una repetición de las elecciones por completo, como segunda opción si a Yanukóvich no le era entregada la presidencia. El 8 de diciembre de 2004 el parlamento modificó las leyes para proveer de un marco legal a las nueva ronda electoral. El parlamento también aprobó cambios a la Constitución, implementando una reforma política respaldada por el presidente Kuchma como parte de un compromiso entre las autoridades y la oposición.
En noviembre de 2009 Yanukóvich declaró que aunque su victoria en las elecciones le fue quitada, este la había otorgado con el fin de evitar una matanza. "Yo no quería que las madres perdieran a sus hijos y que las esposas perdieran a sus esposos. No quería que cadáveres de Kiev fluyeran por el río Dniéper. No quería asumir el poder a través de una matanza."

### Repetición de las elecciones
El 26 de diciembre una repetición de las votaciones fue llevada a cabo bajo un fuerte escrutinio de observadores locales e internacionales. Los resultados preliminares, anunciados por la Comisión Electoral Central de Ucrania el 28 de diciembre, le otorgaron a Yúshchenko y a Yanukóvich sendos 51,99 y 44,20 % del total de los votos, lo cual representaba un cambio de +5,39 % a favor de Yúshchenko y un -5,27 % hacia Yanukóvich, comparado con las encuestas de noviembre. El equipo de Yanukóvich intentó montar un reto agresivo a los resultados electorales, utilizando tanto las cortes ucranianas como procesos de queja en la Comisión Electoral. Sin embargo, todas sus quejas fueron hechas a un lado, estableciéndose sin mérito por parte de la Suprema Corte de Ucrania y por la Comisión Central Electoral. El 20 de enero de 2005 la Comisión Electorald declaró oficialmente a Yúshchenko como ganador de la contienda electoral presidencial. con los resultados oficiales cayendo dentro del 0,01 % de los preliminares. Esta declaración de la Comisión Electoral aclaró el camino para la inauguración de la presidencia de Yúshchenko. La ceremonia oficial tomó lugar en el edificio del Verjovna Rada el 23 de enero de 2005 y fue seguida por la «inauguración pública» del nuevo presidente en la plaza de la Independencia (Maidán Nezalézhnosti) frente a cientos de miles de sus simpatizantes. Este evento trajo a la Revolución naranja a su conclusión pacífica.

## Participación de la inteligencia ucraniana y de las agencias de seguridad
De acuerdo con una versión de los eventos del New York Times, agencias de seguridad ucraniana tuvieron una participación inusual en la Revolución naranja, con una agencia de la KGB proveyendo de soporte a la oposición política. De acuerdo con el reporte, el 28 de noviembre de 2004 más de 10 000 tropas del Ministerio del Interior fueron movilizadas para poner fin a las protestas en la plaza de la Independencia de Kiev, con la orden de su comandante, el general Serguéi Popkov. El servicio de Seguridad de Ucrania, un sucesor a la KGB de Ucrania, advirtió a los líderes de la oposición sobre la campaña. Oleksandr Galaka, director del GUR (inteligencia militar) hizo llamadas para "prevenir una masacre". El general Íhor Smeshkó (comandante de la SBU) y el general Vitaly Románchenko (jefe militar de la contra-inteligencia) declaró haber prevenido a Popkov retirar sus tropas, lo cual hizo con el fin de evitar una masacre.
En conjunto con el deseo de evitar una masacre, el artículo del New York Times sugirió que los oficiales de seguridad fueron motivados por una aversión personal ante la posibilidad de tener que servir al Presidente Yanukóvich, quien había sido condenado en su juventud por robo y asalto, y tenía una supuesta conexión política con hombres de negocios corruptos, especialmente si este iba a ascender a la presidencia a través del fraude. Evidencia adicional de la popularidad de Yúshchenko y el menor apoyo entre oficiales de la SBU se demostró por el hecho de que múltiples y embarazosas pruebas de fraude electoral, incluyendo grabaciones telefónicas entre Yanukóvich y oficiales del gobierno discutiendo cómo arreglar las elecciones. Estas conversaciones fueron grabadas y proveídas a la oposición por simpatizantes en las agencias de seguridad de Ucrania. 
De acuerdo con Abel Polese, Kuchma se hallaba consternado por su reputación en el oeste; debido a una falta de recursos naturales para financiar su régimen, este tuvo que demostrar un compromiso hacia la democracia con el fin de ser beneficiario de la asistencia financiera del oeste.

## Cambios a la Constitución de Ucrania
Como parte de la Revolución naranja, la Constitución ucraniana fue modificada con el fin de dirigir los poderes presidenciales hacia el parlamento. Éste fue el precio de Oleksandr Moroz por su participación decisiva en darle la victoria presidencial a Yúshchenko. Los comunistas también dieron su apoyo a estas medidas. Estas tuvieron efecto en 2006 con la victoria en las elecciones parlamentarias del Partido de las regiones de Yanukóvich, creando una coalición de gobierno con los socialistas y comunistas bajo su liderazgo. Como resultado, el presidente Víktor Yúshchenko tuvo que enfrentarse con un poderoso primer ministro quien tenía el control de muchos portafolios importantes. Su mandato terminó a finales de 2007, después de que Yúshchenko hubiese logrado su largo intento de disolver el parlamento. Después de la elección, el partido de Yanukóvich fue, nuevamente, el más amplio, pero el de Timoshenko terminó en un segundo lugar. Los partidos naranjas ganaron una estrecha mayoría, permitiendo un nuevo gobierno bajo Timoshenko, pero el declive político de Yúshchenko continuó hasta sus pobres demostraciones en las elecciones de 2010.
El 1 de octubre de 2010, la Corte Constitucional de Ucrania modificó los cambios de 2004, considerándolos inconstitucionales.

## Elecciones presidenciales de 2010
Una corte administrativa en Kiev prohibió las acciones masivas en la plaza de la Independencia desde el 9 de enero de 2010 al 5 de febrero de 2010. La oficina del alcalde de Kiev había hecho esta petición con el fin de evitar "situaciones no estandarizadas" en vísperas de las elecciones presidenciales de 2010. Aparentemente (en particular) el Partido de las Regiones, la Unión Nacional de Ucrania y el Svoboda habían aplicado por un permiso para hacer demostraciones en dicho lugar. El presidente en turno, Víktor Yúshchenko obtuvo un 5,5 % de los votos durante la elección.
Yúshchenko llegó a decir que "Ucrania es un país democrático" en muestra de su voluntad política en la estación de las votaciones. "Es una nación libre y es un pueblo libre." De acuerdo a este, esto es muestra de uno de los grandes logros de la Revolución naranja.
En 2010, la elección presidencial de Víktor Yanukóvich fue declarada como ganadora, siendo señalada por muchos de los simpatizantes de Yanukóvich como un "final de la pesadilla de la Revolución naranja". Inmediatamente después de su elección, Yanukóvich prometió "limpiar la falta de entendimiento y los viejos problemas que emergieron durante los años del poder naranja". De acuerdo con el influyente miembro del Partido de las regiones, Rinat Ajmetov, los ideales de la Revolución naranja ganaron en las elecciones de 2010. "Tuvimos una elección justa y democrática. El mundo entero la reconoció y los observadores internacionales confirmaron sus resultados. Este es el motivo por el cual la Revolución naranja ganó". De acuerdo con Yulia Timoshenko las elecciones de 2010 fueron "una pérdida de oportunidad para convertirse en miembro de la familia europea y de poner un fin al mandato de la oligarquía".

## Legado
El Presidente Víktor Yúshchenko decretó el 22 de noviembre de 2005 (el día del inicio de la Revolución Naranja) la festividad no-pública del "Día de la libertad". Esta fecha fue movida al 22 de enero (combinada con el Día de la unificación ucraniana) por el presidente Víktor Yanukóvich a finales de diciembre de 2011. El presidente Yanukóvich declaró que trasladó el "Día de la libertad" debido a varias increpancias desde el público.
En 2007 una investigación reveló que la opinión pública sobre la naturaleza de la Revolución naranja había cambiado de forma poco significativa desde 2004 y que las actitudes acerca de ella en el país continuaban divididas entre las mismas líneas geográficas que se encontraban presentes durante la revolución, siendo el oeste y centro de Ucrania más positivos respecto a los eventos que el sur y el este.
Durante la campaña de las elecciones parlamentarias de 2012, la campaña del Partido de las regiones se enfocó fuertemente en (lo que ellos llamaban) las ruinas de cinco años de liderazgo.

### Fuera de Ucrania

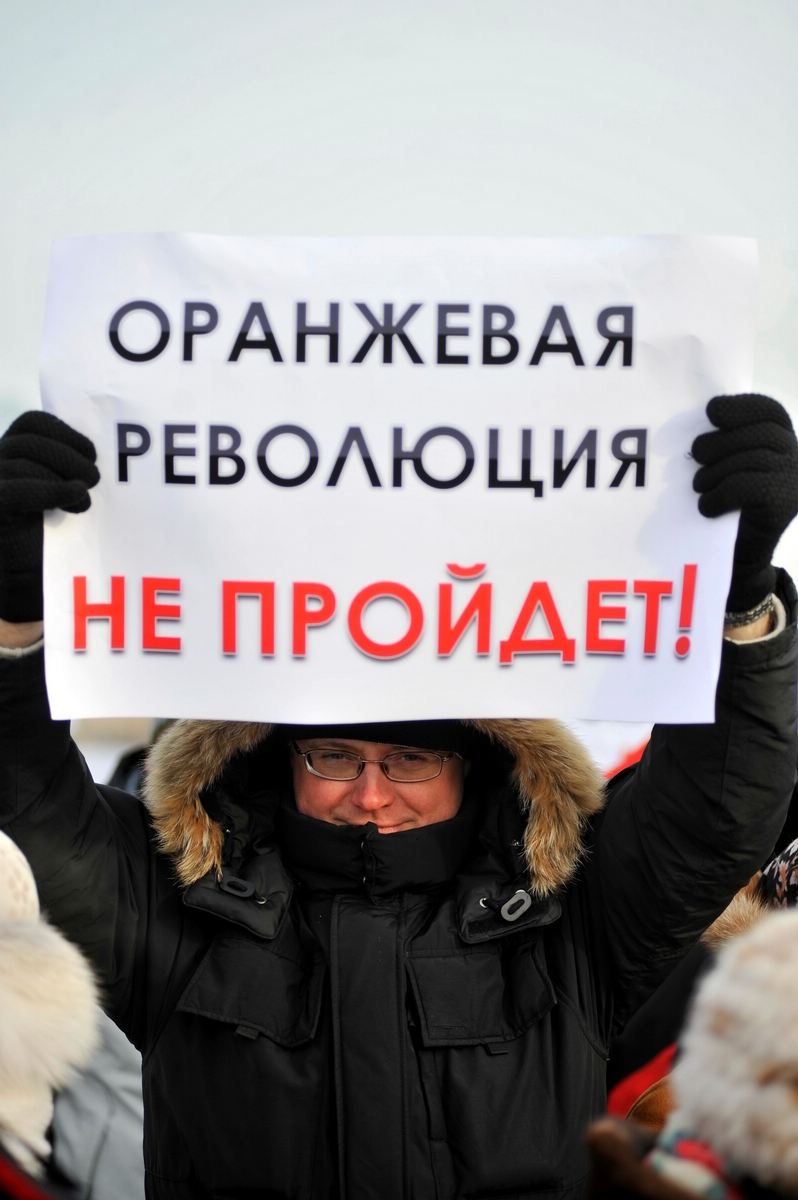
Protestas del 4 de febrero de 2012 en contra de la Revolución naranja en Rusia; en la pancarta se lee, en ruso, "¡La Revolución naranja no pasará!".

En marzo de 2005, el ministro de Relaciones Exteriores de Ucrania, Borýs Tarasyuk, declaró que Ucrania no exportaría su revolución.
Durante la ceremonia inaugural de Alexander Lukashenko como Presidente de Bielorrusia el 22 de enero de 2011, Lukashenko estableció que Bielorrusia nunca tendría su propia versión de la Revolución naranja ni de la Revolución rosa de Georgia. En vísperas de la elección presidencial de la República de Osetia del Sur de diciembre de 2011 y durante las protestas que siguieron a las elecciones presidenciales rusas de 2011, el embajador de Osetia del Sur para la Federación Rusa, Dmitry Medoyev y el primer ministro ruso Vladímir Putin y sus simpatizantes, nombraron a la Revolución naranja como un conocimiento infame para sus países. Putin también declaró que los organizadores de las protestas rusas de diciembre de 2011 habían sido previos consejeros rusos para Yúshchenko durante su presidencia y que se encontraban transfiriendo la Revolución naranja a Rusia. En 2013, un miembro de la Duma Estatal rusa, Oleg Nílov, y Serguéi Gláziev, el consejero económico de Putin, se refirieron a los adversarios políticos como "diferentes personalidades en una especie de pantalones naranjas" y como "diplomáticos y burócratas que aparecían después de años de histeria 'naranja'. Serguéi Gláziev declaró en agosto de 2013 que "toda una generación de diplomáticos y burócratas había aparecido después de años de histeria 'naranja', quienes se encontraban llevando a cabo una agenda antirrusa, creando un efecto que a Ucrania no le agradaría", refiriéndose a la integración de Ucrania a la Unión Europea y no a la Unión Euroasiática de Bielorrusia, Kazajistán y Rusia.
En círculos nacionalistas rusos, la Revolución naranja fue vinculada con el fascismo, debido a que, pese a ser marginal, el nacionalismo ucraniano de grupos de extrema derecha y de ucranianos-americanos (incluyendo a la esposa de Víktor Yúshchenko, Kateryna Yúshchenko, quien había nacido en los Estados Unidos) se vieron involucrados en las demostraciones; los grupos nacionalistas rusos vieron a ambos como ramas del mismo árbol del fascismo. El que ucranianos-americanos se involucrasen en dichas acciones llevó a la creencia de que la Revolución naranja fue incentivada por la CIA.

## Otras referencias
- Paul D'Anieri, ed. Orange Revolution and Aftermath: Mobilisation, Apathy, and the State in Ukraine (Johns Hopkins University Press; 2011) 328 pages
- Tetyana Tiryshkina. The Orange Revolution in Ukraine – a Step to Freedom (2nd ed. 2007)
- Andrew Wilson (March 2006). Ukraine's Orange Revolution. Yale University Press. ISBN 0-300-11290-4.
- Anders Åslund and Michael McFaul (January 2006). Revolution in Orange: The Origins of Ukraine's Democratic Breakthrough. Carnegie Endowment for International Peace. ISBN 0-87003-221-6.
- Askold Krushelnycky (2006). An Orange Revolution: A Personal Journey Through Ukrainian History. ISBN 0-436-20623-4.
- Pavol Demes and Joerg Forbrig (eds.). Reclaiming Democracy: Civil Society and Electoral Change in Central and Eastern Europe. German Marshall Fund, 2007.
- Lehrke, Jesse Paul. "The Transition to National Armies in the Former Soviet Republics, 1988–2005." Oxfordshire, UK: Routledge (2013). Especially p. 185-199 but also p. 152-159 for background. (See: http://www.routledge.com/books/details/9780415688369/).
- Andrey Kolesnikov (2005). Первый Украинский: записки с передовой (First Ukrainian [Front]: Notes from the Front Line). Moscow: Vagrius. ISBN 5-9697-0062-2. (en ruso)
- Giuseppe D'Amato, EuroSogno e i nuovi Muri ad Est (The Euro-Dream and the new Walls to the East). L'Unione europea e la dimensione orientale. Greco-Greco editore, Milano, 2008. PP.133–151. (Italian).
- The orange ribbon by the Centre for Eastern Studies (OSW), Warsaw, 2005.
- US campaign behind the turmoil in Kiev, The Guardian,  2, 6 de noviembre de 2004.
- Six questions to the critics of Ukraine's orange revolution, The Guardian, 2 de diciembre de 2004.
- The Orange Revolution Archivado el 28 de mayo de 2013 en Wayback Machine., TIME.com, Monday, 6 de diciembre de 2004 (excerpt, requires subscription)
- The price of People Power, The Guardian, 7 de diciembre de 2004.
- U.S. Money has Helped Opposition in Ukraine, Associated Press, 11 de diciembre de 2004.